# Landvolk Niedersachsen – Landesbauernverband
Das Landvolk Niedersachsen Landesbauernverband e. V. ist als Berufsverband eine Interessenvertretung der niedersächsischen Landwirtschaft gegenüber Politik, Gesellschaft, Behörden, der übrigen Wirtschaft und der Wissenschaft. Der auch Niedersächsisches Landvolk genannte Landesverband sieht sich als Vertretung der politischen, wirtschaftlichen, sozialen, kulturellen, rechtlichen und steuerlichen Interessen des Berufsstands. Er ist unabhängig und überparteilich und einer von 18 regionalen Mitgliedsverbänden des Deutschen Bauernverbandes.

## Organisation
Mitglieder im Landesverband sind die eigenständigen Landvolkkreisverbände und kooperierte Verbände wie z. B. die Landesverbände der Landjugend und der Landfrauen. Den mehr als 74.000 Mitgliedern der Kreisverbände stehen 50 Kreisgeschäftsstellen mit etwa 1100 Mitarbeitern zur Verfügung.

## Geschichte
Der Verein wurde am 18. Februar 1947 in der Stadthalle Hannover als agrar- und wirtschaftspolitischer Verband gegründet. Bestreben von Gründer Edmund Rehwinkel war eine starke berufsständische Einheit. Im Laufe der Jahre etablierten sich von Arbeitgeberverband bis zu Zuckerrübenanbauerverbänden im vor- und nachgelagerten Bereich Organisationen, Institutionen, Verbände und Vereine im landwirtschaftlichen Umfeld.

## Präsidenten
| 1947–1971 | Edmund Rehwinkel         |
| 1971–1981 | Heinz Bockhop            |
| 1982–1994 | Friedrich Rode           |
| 1994–2003 | Wilhelm Niemeyer         |
| 2003–2017 | Werner Hilse             |
| 2018–2020 | Albert Schulte to Brinke |
| ab 2021   | Holger Hennies           |